# Городская усадьба Докучаева — Солдатёнкова
Городская усадьба Докучаева — Солдатёнкова — объект культурного наследия федерального значения.
Современный адрес: Мясницкая ул., дом 37, строение 1. Находится на территории Красносельского района Центрального округа г. Москвы.

## История
Предположительно, первоначальный вариант усадьбы был построен в конце XVII века.
Согласно архивным данным, в 1752 году владение принадлежало капитану Н. Волконскому.
В 1780 году упоминается как «двор купца А. И. Докучаева в приходе церкви Николая Чудотворца на Мясницкой».
Известно, что после Докучаева усадьбой владела прима балерина Императорского театра Ярославова.
К концу XVII века усадебный комплекс, окружённый обширным парком с двумя прудами, включал главный дом, два флигеля, служебные и хозяйственные постройки..

## Архитектура
В 1819—1821 годы была проведена реконструкция усадьбы под руководством мастера московского ампира А. Г. Григорьева. Автором проекта выступил знаменитый архитектор О. И. Бове, внесший огромную лепту в восстановление Москвы после пожара и в создание нового, величественно облика столицы.
На основе старой постройки был возведён особняк с низким цокольным этажом, бельэтажем, включающим анфиладу, мезонином и антресолями. Центр фронтона украсил коринфский шестиколонный портик и лепной декор.
Современный вид здание получило в ходе реконструкции 1850-х годов, проведённой под руководством академика архитектуры А. И. Резанова
По заказу нового владельца — К.Т Солдатенкова, — были расширены флигели усадьбы, пристроен парадный вестибюль к главному дому. Портик получил новое оформление в ионическом ордере.
Радикальные изменения коснулись планировки и внутреннего убранства усадьбы. Каждое помещение было оформлено в своём стиле — «античный», «византийский» и «помпейский» залы, «светёлка» на антресолях с изразцовой печью, «мавританская» курительная комната, столовая, облицованной резными деревянными панелями в стиле Ренессанс.
Главной особенностью усадьбы стала устроенная в ней домашняя молельня (Солдатенков был старообрядцем), о которой писал П. Д. Боборыкин:
Есть еще весьма интересный уголок дома, особенно для любителей византийского искусства. Это домашняя молельня, помещающаяся у площадки, откуда идет лестница в мезонин. Единственное окно, всё в цветных стеклах, оставляет молельню в полутьме. Сводчатый потолок и стены расписаны в старом византийском стиле.
В советское время роспись в молельне была закрашена.

## К. Т. Солдатёнков
Наиболее яркий период истории усадьбы связан с именем Козьмы Терентьевича Солдатёнкова, который владел домом с 1857 по 1901 год.
К. Т. Солдатёнков был яркой и многогранной личностью, игравшей заметную роль в общественной жизни столицы во второй половине XIX века. Послужной список Солдатёнкова включает звание купца 1 гильдии, коммерции советника, потомственного почетного гражданина, академика Петербуржской Академии художеств. Он был членом кружка Т. Н. Грановского, занимался издательским делом, большое внимание уделял благотворительной деятельности. Солдатёнкова называли «мясницким меценатом», «московским Медичи».
Управляющим усадьбы был сын Солдатёнкова от гражданского брака с Клемансо Карловной Дебуи (Дюпон) — писатель И. И. Барышев, известный также под творческим псевдонимом Мясницкий.
В 60-е годы XIX века особняк Солдатёнкова на Мясницкой считался одним из культурных центров столицы.
Её гостями были крупнейшие русские историки В. О. Ключевский, С. М. Соловьев, И. Е. Забелин, писатель А. П. Чехов, публицист и идеолог славянофильства К. С. Аксаков, известный переводчик Н. Х. Кетчер.
В особняке на Мясницкой размещались богатейшая библиотека и коллекция живописи, насчитывающая порядка 300 полотен. Известно, что Солдатёнков раньше П. М. Третьякова начал собирать картины русских художников, В его коллекцию входили произведения А. А. Иванова (в том числе эскиз картины «Явление Христа народу»), К. П. Брюллова («Вирсавия») В. А. Тропинина («Автопортрет на фоне окна с видом на Кремль»), П. А. Федотова («Завтрак аристократа»), В. Г. Перова («Чаепитие в Мытищах, близ Москвы»), И. И. Левитана («Весна — большая вода») и другие, а также скульптуры М. А. Чижова, М. М. Антокольского, Н. А. Лаверецкого, Н. А. Рамазанова (бюсты А. С. Пушкина, Н. В. Гоголя, И. А. Крылова). Галерея была доступна для посетителей.
Кроме того, в усадьбе Солдатёнкова хранилось собрание старинных икон, в том числе «Спас» Андрея Рублева, приобретённый в Саввино-Сторожевском монастыре, а также подписные иконы XVI столетия — «Погребение Иоанна Богослова» мастера Никифора Славина и «Неделя шестая о слепом» мастера Истомы Савина.
По завещанию Солдатёнкова, после его смерти собранные коллекции были переданы в общественное пользование: книги — в фонды Российской государственной библиотеки, картины — Румянцевскому музею, а старинные иконы — Покровскому собору в Рогожской слободе.

## Дальнейшая история
После революции 1917 года в роскошных интерьерах бывшей усадьбы Солдатенкова поочерёдно располагались городской санаторий и детский сад.
Усадьба непосредственно связана с историей Великой Отечественной войны.
В 1941—1945 годы здание на ул. Кирова, 37 стало засекреченным объектом — в нём размещалась Ставка Верховного Главнокомандования и Государственный комитет обороны. Выбор места был обусловлен близостью особняка к станции метро Кировская (переименована в станцию Чистые пруды), где было организовано бомбоубежище для членов Политбюро ЦК ВКП.
Адмирал Н. Г. Кузнецов писал в своих мемуарах:
В небольшом зале особняка был оборудован кабинет для И.В.Сталина, рядом с ним размещался начальник Генерального штаба маршал Б.М.Шапошников. Оперативная группа Генштаба находилась в соседнем доме и в любой момент была готова доложить о последних событиях с фронтов или передать фронтам приказы Ставки.
Возможно, именно в стенах бывшего особняка родился план перехода в контрнаступление во время битвы за Москву, о которой вспоминал маршал А. М. Василевский:
Сама идея контрнаступления под Москвой возникла в Ставке Верховного Главнокомандующего...
После войны в нём жил Герой Советского Союза, маршал Л. А. Говоров.
Позже здесь разместилась общественная приёмная Министерства обороны СССР, а с 1992 года — Министерства обороны России.
В 2009—2011 годах была проведена реконструкция главного здания усадьбы.
Во флигеле усадьбы (Мясницкая ул., д. 37, стр. 3) в 2000-х годах была открыта кофейня «Аристократ», владельцы которой финансировали реставрацию ветхого строения.
Во флигеле находился ресторан «Дед Пихто».
В августе 2018 года во флигеле открылся и работает по сей день
ресторан грузинской кухни «Чичико» с дровяной печью, зимним садом и мангалом.